# Matrah
Matrah  (مطرح in arabo), è una città di 234 225 abitanti (2016) nella provincia di Mascate nell'Oman. Prima della scoperta dei giacimenti di petrolio la città era il maggior centro commerciale dell'Oman. Attualmente il commercio resta la sua principale risorsa anche in virtù del porto, uno dei più grandi della regione. Da menzionare il tradizionale bazar, Matrah Souq.
Il suo nome è traslitterato anche come Muttrah.

## Società

### Evoluzione demografica
Matrah aveva una popolazione stimata di circa 8 000 abitanti quando il diplomatico Edmund Roberts la visitò nei primi anni 30 dell'Ottocento.

## Note

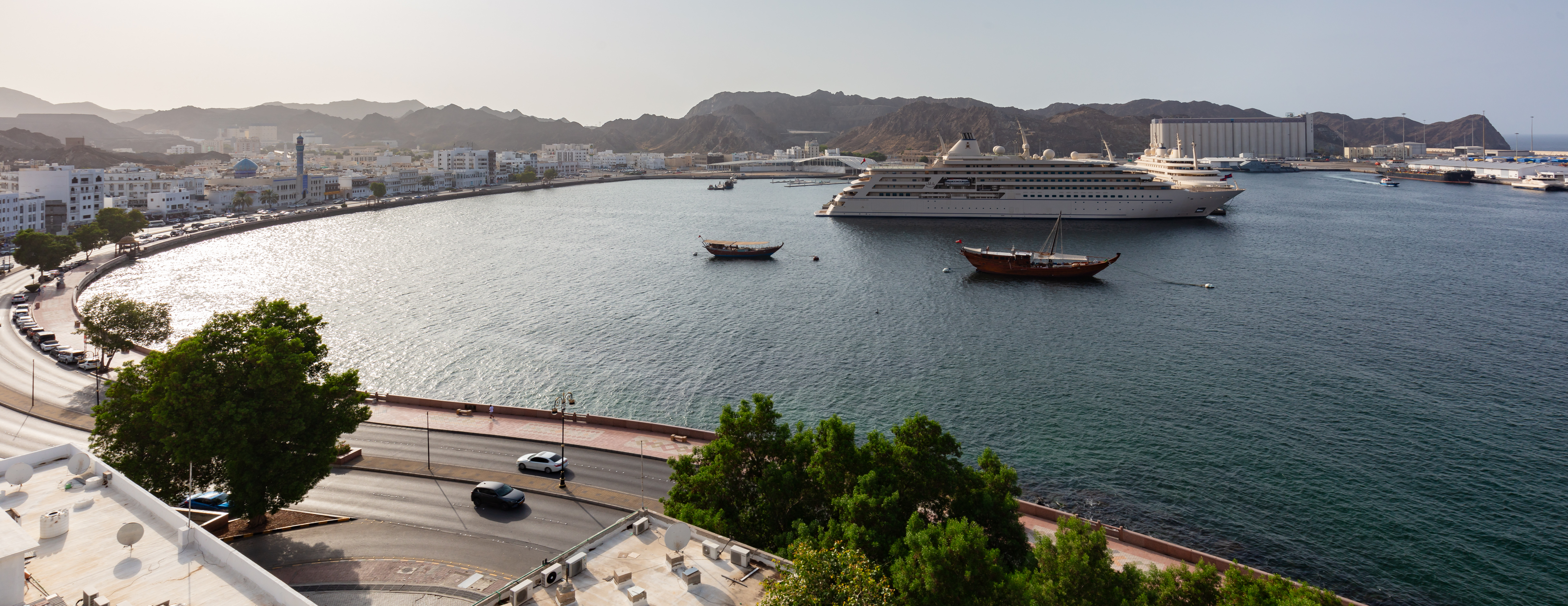
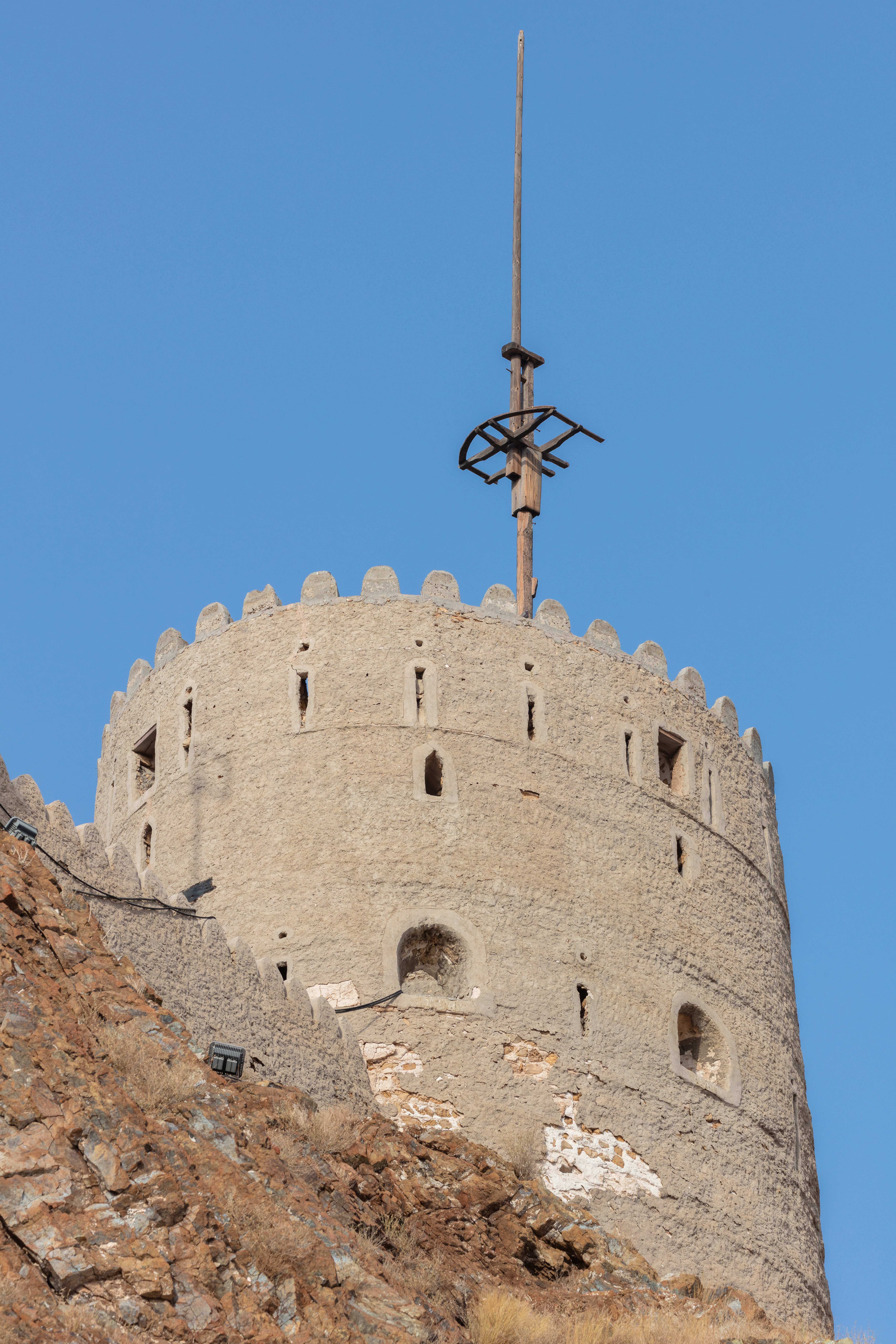
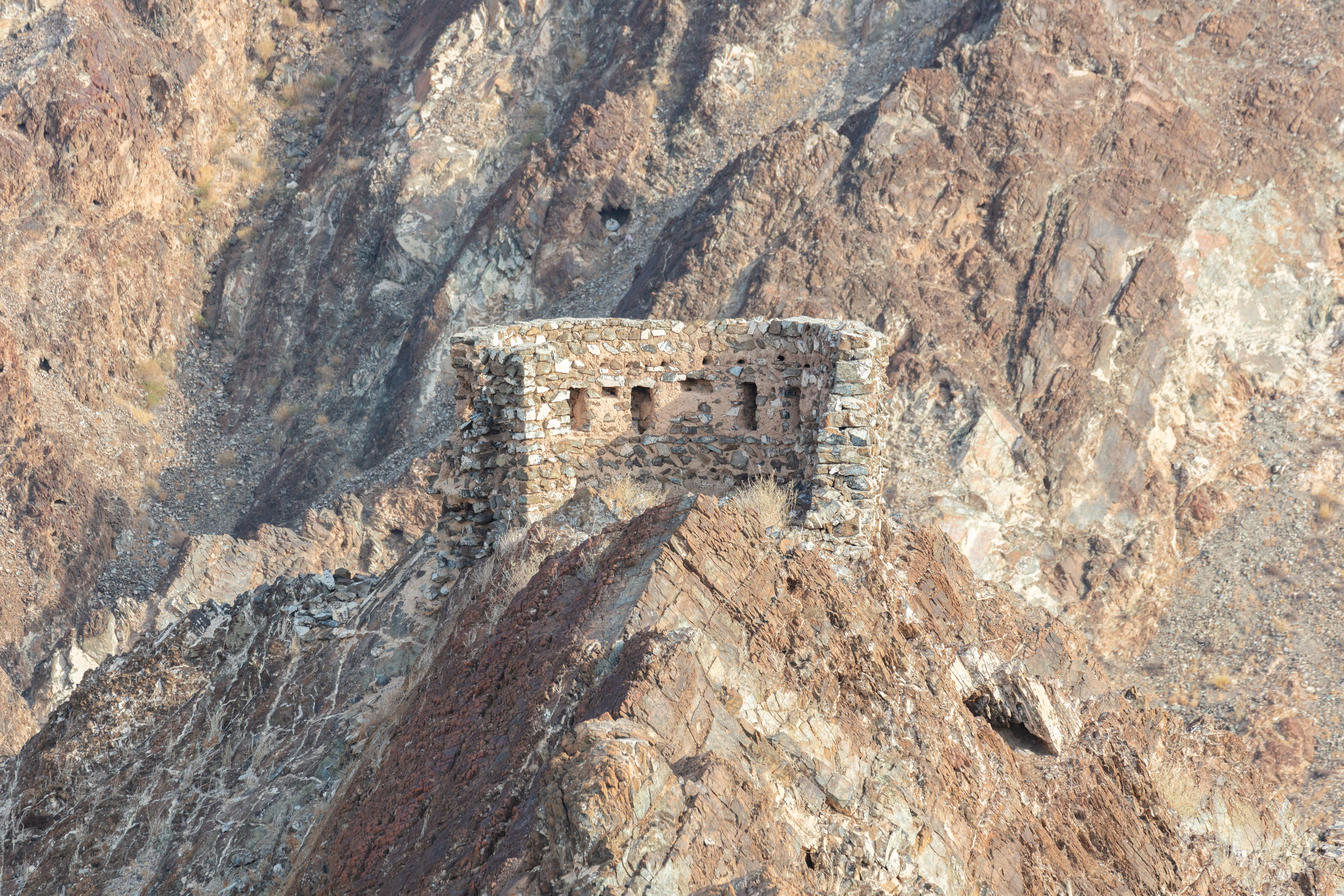
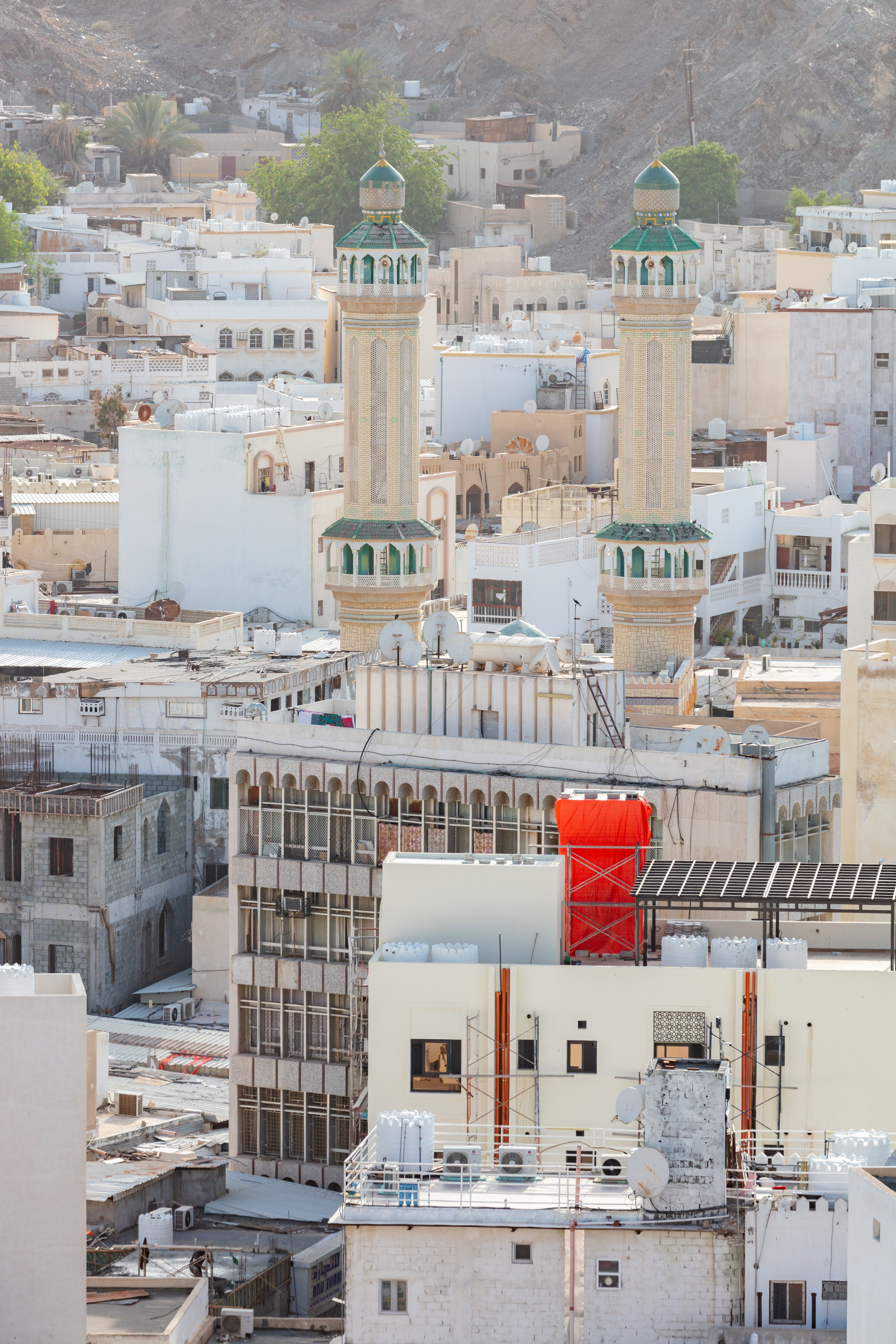
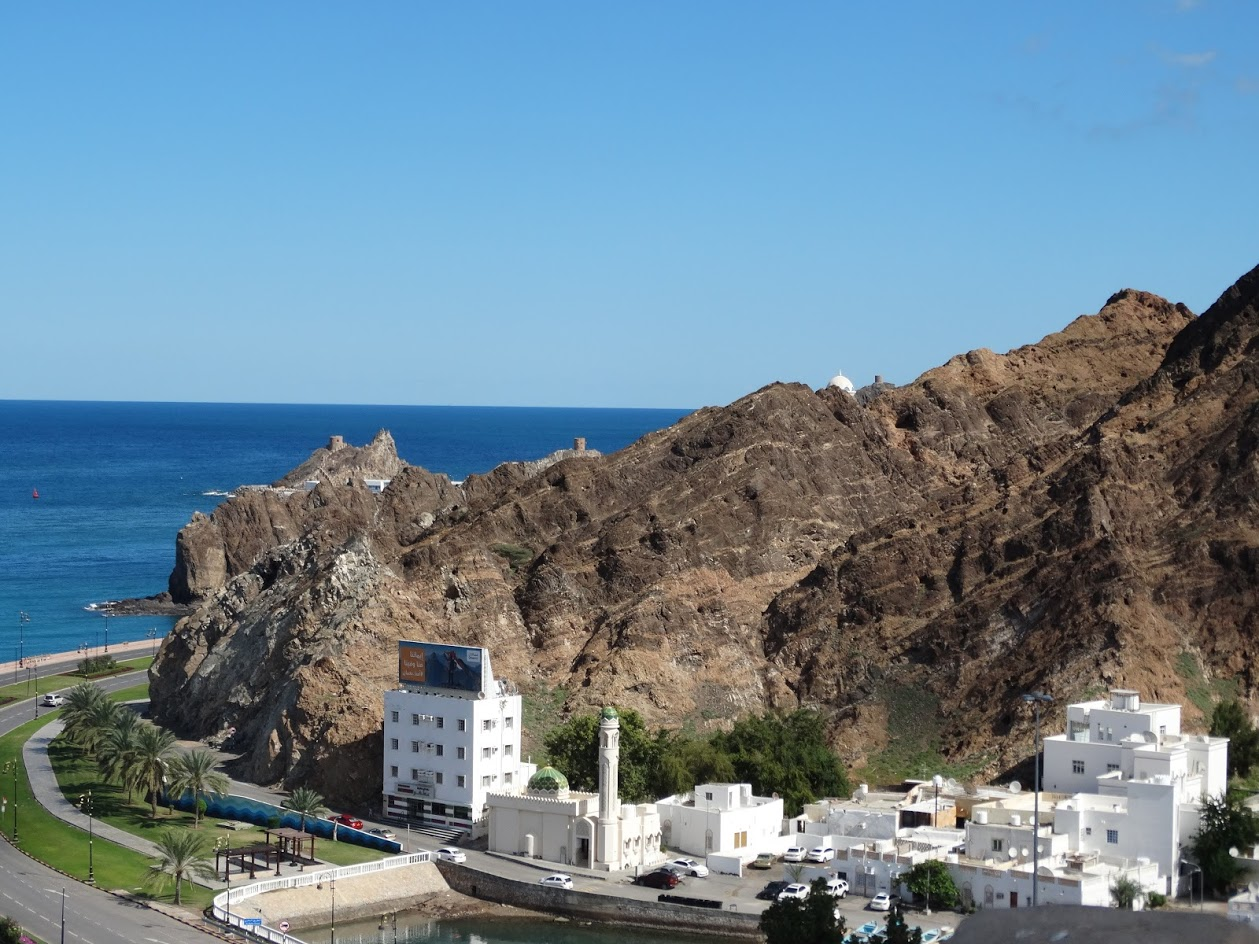